# Slnko v sieti
Slnko v sieti je slovenská filmová cena udělovaná od roku 2004 Slovenskou filmovou a televizní akademií. Vzhledem k malému počtu filmů produkovaných na Slovensku byla původně udělována jednou za dva roky. Uděluje se v několika kategoriích.
Cena je pojmenována podle filmu Štefana Uhra Slnko v sieti z roku 1962, který podle akademie představuje mezník v dějinách slovenské kinematografie.

## Kategorie
- Nejlepší hraný film
- Nejlepší dokumentární film
- Nejlepší animovaný film
- Nejlepší krátký hraný film
- Nejlepší filmová režie
- Nejlepší filmový scénář
- Nejlepší kameramanský výkon
- Nejlepší filmový střih
- Nejlepší filmový zvuk
- Nejlepší filmová hudba
- Nejlepší výtvarný počin
- Nejlepší návrhy kostýmů
- Nejlepší ženský herecký výkon ve vedlejší roli
- Nejlepší mužský herecký výkon ve vedlejší roli
- Nejlepší ženský herecký výkon v hlavní roli
- Nejlepší mužský herecký výkon v hlavní roli
- Nejlepší zahraniční film v slovenské distribuci
- Výjimečný přínos slovenské kinematografii

## Vítězné tituly
| Rok  | Nejlepší film  | Nejlepší režie | Nejlepší dokument                              | Nejlepší krátký film | Nejlepší animovaný film | Výjimečný přínos slovenské kinematografii |
| ---- | -------------- | -------------- | ---------------------------------------------- | -------------------- | ----------------------- | ----------------------------------------- |
| 2004 | -              | -              | -                                              | -                    | -                       | Juraj Herz                                |
| 2006 | Sluneční stát  | Martin Šulík   | Amazónia vertical                              | -                    | Nazdravíčko             | Pavel Branko Stanislav Szomolányi         |
| 2008 | Muzika         | Juraj Nvota    | Iné svety                                      | -                    | Štyri                   | Maximilán Remeň Vincent Rosinec           |
| 2010 | Pokoj v duši   | Juraj Lehotský | Slepé lásky                                    | Ďakujem, dobre       | About socks and love    | Ladislav Chudík Albert Marenčin           |
| 2012 | Dům            | Martin Šulík   | 25 ze šedesátých aneb Československá nová vlna | Ľahký vánok          | Kamene                  | Eduard Grečner Tibor Biath                |
| 2014 | Můj pes Killer | Mira Fornay    | Kauza Cervanová                                | Výstava              | Sneh                    | Dušan Hanák Dušan Dušek                   |